# Pietra runica di Istaby
La Pietra runica di Istaby o DR 359 è una pietra runica in proto-norreno eretta nel Blekinge, Svezia, durante l'era di Vendel.
La pietra di Istaby, la pietra runica di Stentoften e la pietra runica di Gummarp furono realizzate dalla stessa tribù. La pietra di Björketorp non riporta nessun nome e dista circa 10 chilometri dalle altre, ma non vi sono dubbi che anch'essa vi sia collegata, in quanto riporta lo stesso stile di rune e il medesimo messaggio della pietra di Stentoften.

## Traslitterazione in caratteri latini
- Afatz hAriwulafa ¶ hAþuwulafz hAeruwulafiz
- hAþuwulafz hAeruwulafiz ¶ Afatz hAriwulafa
- warAit runAz þAiAz

## Trascrizione in Proto-Norreno
- Aftr Hariwulfa. Haþuwulfz Heruwulfiz
- Haþuwulfz Heruwulfiz aftr Hariwulfa
- wrait runaz þaiaz.

## Traduzione in Italiano
- In memoria di Hariwulfar. Haþuwulfar, figlio di Hariwulfar
- Haþuwulf(a)r, figlio di Hariwulfar, In memoria di Hariwulfar
- scrisse queste rune